# صامويل ووواه
صامويل ووواه (17 يونيو 1976 في السويد - ) هو لاعب كرة قدم سويدي وليبيري في مركز الهجوم. شارك مع منتخب ليبيريا لكرة القدم. أما مع النوادي، فقد لعب مع نادي أوربرو ونادي ستابك ونادي غوتبورغ ونادي هالمستاد ونادي يورغوردينس وIFK Motala ‏ وإينوسيس نيون باراليمني ‏.

## وصلات خارجية
- صامويل ووواه على موقع اتحاد السويد (السويدية)
- صامويل ووواه على موقع قاعدة بيانات كرة القدم.إي يو (الإنجليزية)
- صامويل ووواه على موقع Soccerbase.com (لاعب) (الإنجليزية)
- صامويل ووواه على موقع Soccerway.com (الإنجليزية)